# Grand County (Utah)
Grand County je okres ve státě Utah v USA. K roku 2010 zde žilo 9 225 obyvatel. Správním městem okresu je Moab. Celková rozloha okresu činí 9 568 km².